# Medelby
Medelby ['me:dəlby] ist eine Gemeinde im Kreis Schleswig-Flensburg in Schleswig-Holstein.

## Geografie

### Geografische Lage und Gemeindegliederung
Das Gemeindegebiet von Medelby erstreckt sich im Norden des Naturraums Schleswiger Vorgeest (Haupteinheit Nr. 697) in der Nähe der Deutsch-dänischen Grenze westnordwestlich von Flensburg.
Die Gemeinde besteht siedlungsgeografisch einzig aus dem namensgleichen Kirchdorf.

### Nachbargemeinden
Direkt angrenzende Gemeindegebiete zu Medelby sind:
| Weesby | Böxlund                                     | Jardelund |
|        | Kompassrose, die auf Nachbargemeinden zeigt |           |
| Holt   | Wallsbüll                                   | Osterby   |

## Geschichte
Die St.-Matthäus-Kirche, eine Feldsteinkirche, wurde um 1200 errichtet.
Am Südrand des Ortes liegt die 1884 errichtete Getreidemühle, eine Holländerwindmühle. Heute dient sie als Wohnung.

## Politik

### Gemeindevertretung
Bei der Kommunalwahl am 14. Mai 2023 wurden insgesamt zwölf Sitze vergeben. Die CDU und der SSW erhielten je drei Sitze und die Dorf.Gemeinschaft.Medelby, Die unabhängigen Kommunalen und die SPD je zwei Sitze.

### Wappen
Blasonierung: „In Grün eine gesenkte, eingebogene, gestürzte goldene Spitze, darauf ein grüner Erlenzweig; vorn ein schwebendes, geschliffenes goldenes Kreuz, hinten das schräggestellte goldene Flügelkreuz einer Windmühle.“

## Kultur und Sehenswürdigkeiten

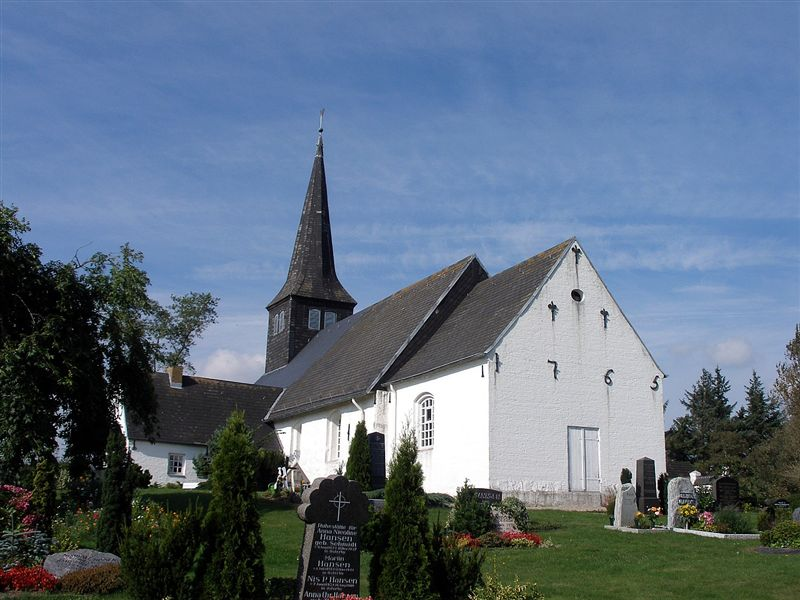
Medelby Kirche

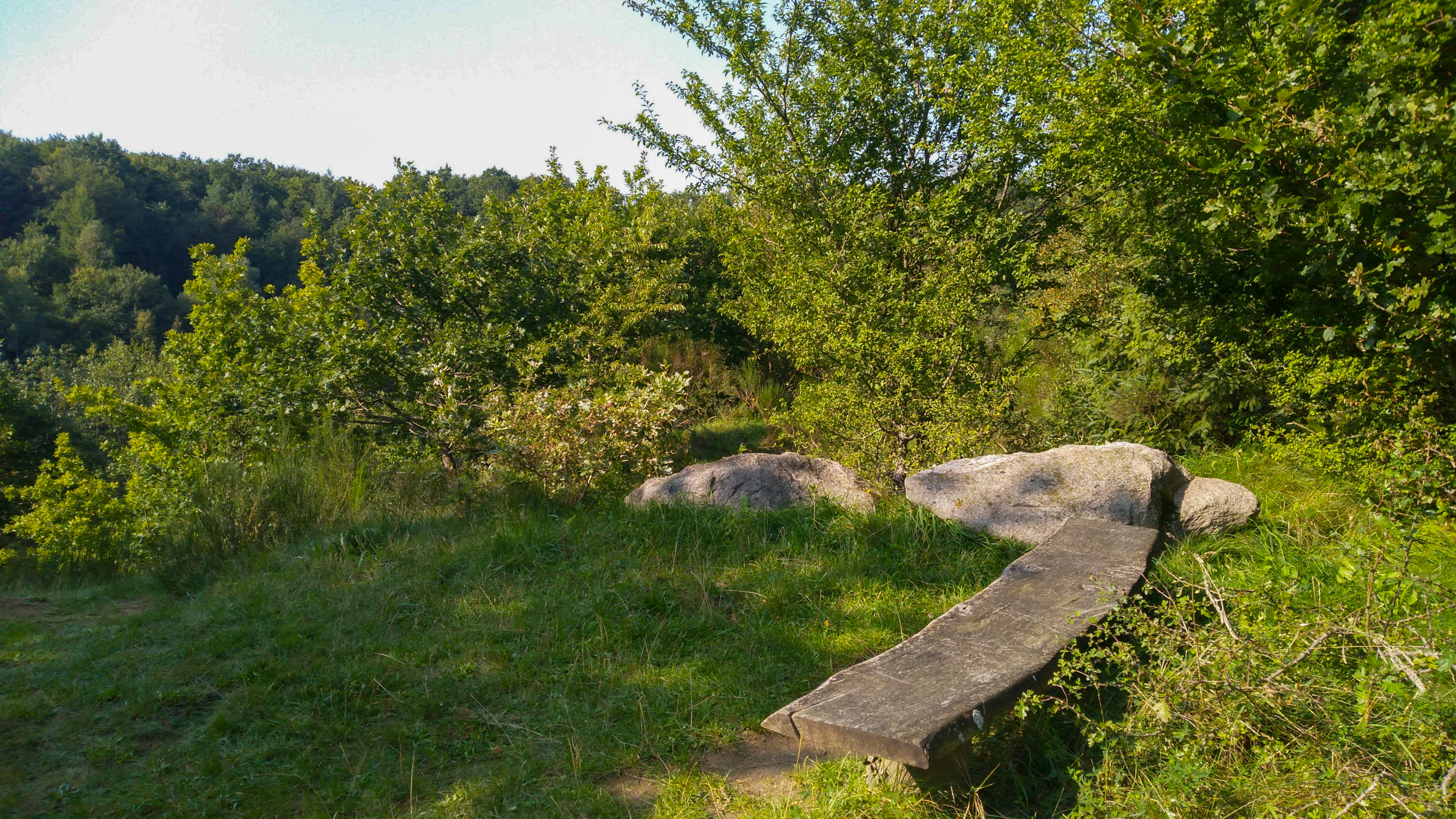
NSG Eichenkratt

In der Liste der Kulturdenkmale in Medelby stehen die in der Denkmalliste des Landes Schleswig-Holstein eingetragenen Kulturdenkmale der Gemeinde Medelby, nämlich die Kirche mit ihrem Kirchhof.
Am Nordrand der Gemeinde liegt das 23 Hektar große 1990 ausgewiesene Naturschutzgebiet „Eichenkratt“. Es ist Teil des NATURA-2000-Schutzgebietes FFH-Gebiet Eichenwälder der Böxlunder Geest.

## Wirtschaft und Infrastruktur
Durch das Gemeindegebiet und die zugehörige Dorflage von Medelby führt die schleswig-holsteinische Landesstraße 1 von Süderlügum (Anschluss an der B 5) nach Wallsbüll (Anschluss an der B 199).
Im vom Kreis Schleswig-Flensburg geplanten ÖSPV zählt die Gemeinde zum Teilnetz West.